# Томенко, Владимир Иванович
Владимир Иванович Томенко (27.11.1910, Черкасская область — 07.10.1983) — советский военнослужащий, участник Великой Отечественной войны, полный кавалер ордена Славы, разведчик взвода конной разведки 933-го стрелкового полка, сержант — на момент представления к награждению орденом Славы 1-й степени.

## Биография
Родился 14 ноября 1910 года в селе Сахновка Корсунь-Шевченковского района Черкасской области. Украинец. Окончил техникум. Работал сменным мастером на Днепровском алюминиевом заводе в городе Запорожье.
В Красной Армии и на фронте в Великую Отечественную войну с июня 1941 года. Попал в окружение, сражался в одном из партизанских отрядов. Вновь в составе Красной Армии с января 1944 года. Участвовал в составе 2-го Украинского фронта в Корсунь-Шевченковской, Уманско-Ботошанской и Ясско-Кишиневской операциях, а в составе 1-го Украинского фронта — в Сандомирско-Силезской, Нижнесилезской, Берлинской и Пражской операциях.
Разведчик взвода конной разведки 933-го стрелкового полка красноармеец Томенко в составе конного разъезда 12 апреля 1944 года в районе села Маньковцы Винницкой области в бою с группой врага уничтожил пять противников, а одного захватил в плен.
Приказом командира 254-й стрелковой дивизии от 8 мая 1944 года за мужество, проявленное в боях с врагом, красноармеец Томенко награждён орденом Славы 3-й степени.
Сержант Томенко 14 января 1945 года в районе деревни Вешенцы уничтожил в составе группы захвата до десяти солдат, захватил «языка». 17 января 1945 года Томенко в районе населённого пункта Ясень с группой поиска напал на немецкий обоз. Лично вывел из строя около десяти пехотинцев. 19 января 1945 года в районе города Олау во главе группы разведчиков уничтожил несколько противников, троих пленил и захватил три 120-миллиметровых миномёта.
Приказом по 52-й армии от 5 февраля 1945 года сержант Томенко награждён орденом Славы 2-й степени.
22 апреля 1945 года в бою за город Баутцен Томенко проник в расположение врага и противотанковыми гранатами подорвал дзот, уничтожил в нём несколько противников, а четырёх взял в плен. 26 апреля 1945 года в составе группы захвата в районе населённого пункта Мильколь вступил в бой с численно превосходящим противником и уничтожил свыше десяти вражеских солдат и офицеров.
Указом Президиума Верховного Совета СССР от 27 июня 1945 года за мужество, отвагу и героизм, сержант Томенко Владимир Иванович награждён орденом Славы 1-й степени.
В 1945 году уволен в запас. Жил в городе Киев. В 1963 году окончил Украинскую сельскохозяйственную академию, работал преподавателем.
Награждён орденами Славы 1-й, 2-й и 3-й степени, Отечественной войны 1-й степени, медалями.
Умер 7 октября 1983 года. Похоронен в Киеве на Байковом кладбище.